# هزيمة ساحقة (انتخابات)
تحدث الهزيمة الانتخابية الساحقة عندما يحصل حزب كبير على أصوات أو مقاعد في هيئة تشريعية أقل بكثير جدًا مما تسوغ له مكانته. وهي عكس الفوز الساحق؛ وفي كثير من الأحيان تسير الحالتان جنبًا إلى جنب.
لاحظ أن استخدام العبارة يفترض بشكل عام أن المحصلة كانت نتاج انتخابات شرعية؛ انتخابات صورية بالنسبة للهيئات التشريعية المزورة تفضي بشكل منتظم إلى أغلبية قوية للغاية للحزب الحاكم (الأحزاب الحاكمة).

## أستراليا
بين عامي 1901 و1949، تم انتخاب البيت الأعلى لمجلس الشيوخ بموجب نظام تصويت الأغلبية أو «الفائز يحصل على كل شيء». وكان لدى كل ولاية 3 من 6 من أعضاء مجلس الشيوخ يتقاعدون في كل انتخاب نصفي لمجلس الشيوخ. وكان للناخب 3 اقتراعات في كل عملية انتخابية، سواء بنظام الانتخابات الفردية (FPTP) 1901-1918، أو التصويت التراتبي. وكان الحال دائمًا هو أن المقاعد الثلاثة جميعها تذهب في نفس المسار، الأمر الذي يؤدي إلى نتائج غير متوازنة في الولايات الست مثل 36-0 أو 3-33. وأدت هذه النتائج إلى فقدان البرلمان لسمعته.
في عام 1948، تم إدخال نظام الصوت الفردي القابل للتحويل (STV). وفي الوقت نفسه، زاد عدد أعضاء مجلس الشيوخ لكل ولاية من 6 إلى 10 أعضاء، مع تقاعد 5 أعضاء بدلاً من 3 أعضاء في كل انتخابات تجرى كل ثلاث سنوات. وكان من شأن العدد المتزايد للمقاعد الشاغرة لكل انتخابات أن يفاقم من أثر «الأكثرية الساحقة/الهزيمة ساحقة» إذا تم الاحتفاظ بنظام «الفائز يحصل على كل شيء» القديم. وبدلاً من ذلك، فإن وجود مزيد من المقاعد زاد من درجة التناسب بين الأصوات التي يتم الحصول عليها والمقاعد التي تفوز بها الأحزاب.
ومنذ إدخال نظام الصوت الفردي القابل للتحويل في مجلس الشيوخ، تمتعت الأحزاب بتوازن مع امتلاك الأحزاب الصغيرة والمستقلين لميزان القوة. وبينما يمثل ذلك الأمر إحباطًا، كان يتعين على الحكومة في مجلس النواب التفاوض مع عدد كبير من الأشخاص من مختلف التوجهات.
وفي انتخابات عام 2004، فعلت الحكومة ما هو مستحيل تقريبًا وحصلت على نسبة 57% من الأصوات في ولاية واحدة لتحصل على أغلبية في حد ذاتها في مجلس الشيوخ في يوليو 2005، عندما حصل أعضاء مجلس الشيوخ الجدد على مقاعدهم. وعدد الحصص اللازمة للفوز بأغلبية (أربعة) من ستة مقاعد، بنسبة 57% (أربعة أسباع الأصوات) يُعتبر كبيرًا لأنه يوجد عدد متساو من المقاعد.
وفي مجلس النواب، تم تغيير نظام الانتخابات الفردية إلى الاقتراع التفضيلي عام 1918.
وفي انتخابات ولاية كوينزلاند عام 1974، ومع استخدام الدوائر الانتخابية ذات العضو الواحد والاقتراع التفضيلي الكامل، انخفضت المعارضة المتمثلة في حزب العمال إلى عدد يعادل عدد فريق «الكريكت» وهو أحد عشر نائبًا، مقابل فوز حكومة الحزب القطري الوطني (National Country Party) / ائتلاف الحزب الليبرالي (Liberal Party Coalition) بـ 69 مقعدًا (ومقعدين للمستقلين).

## كندا
- في الانتخابات الفيدرالية الكندية، 1993، تراجع حزب المحافظين التقدمي من حكومة ذات أغلبية قوية إلى مقعدين فقط.
- في الانتخابات الفيدرالية الكندية، 2011، تراجع عدد مقاعد الكتلة الكيبيكية إلى 4 مقاعد.
- في الانتخابات العامة في كلومبيا البريطانية، 2001، تراجع عدد مقاعد الحزب الديمقراطي الجديد الحاكم إلى مقعدين، مع فوز الليبراليين بالمقاعد الـ 77 الأخرى.
- الانتخابات العامة في نيو برونزويك، 1995 51.6% - 30.9% 48 - 7 (هزيمة ساحقة)
- الانتخابات العامة في نيو برونزويك، 1991 47.1% - 21.2% 46 - 8-3-1 (عدم توازن)
- الانتخابات العامة في نيو برونزويك، 1987 60.4% - 28.6% 55 - 0 (اكتساح شامل)
- الانتخابات العامة في أونتاريو، 1987 47.3% 25.7% - 95 - 19 - 16 (عدم توازن)
- الانتخابات العامة في جزيرة الأمير إدوارد، 2003 54.0% 42.9% - 23 -4 (هزيمة ساحقة)
- الانتخابات العامة في جزيرة الأمير إدوارد، 2000 57.9% 33.7% - 26 1- (هزيمة ساحقة)
- الانتخابات العامة في جزيرة الأمير إدوارد، 1996 47.8% 44.8% - 18 -8 - 1 (حكومة قوية؛ معارضة قوية)
- الانتخابات العامة في جزيرة الأمير إدوارد، 1935 51.7% 48.3% - 30 0- (هزيمة ساحقة)
- الانتخابات العامة في ساسكاتشوان، 1991 51.1% 25.5% - 55 - 10 - 1 (عدم توازن)
- الانتخابات العامة في ساسكاتشوان، 1982 54.1% 37.6% - 55 - 9 - 1 (هزيمة ساحقة)
- الانتخابات العامة في ساسكاتشوان، 1944 53.1% 35.4% - 47 - 5 - 1 (هزيمة ساحقة)
- الانتخابات العامة في ساسكاتشوان، 1934 48.0% 24.0% - 50 - 5 - 1 (هزيمة ساحقة)

## نيوزيلندا
حتى تحولها إلى نظام التمثيل النسبي في عام 1996، كانت الانتخابات العامة في نيوزيلندا أيضًا عرضة لإمكانية حدوث حالات الهزيمة الساحقة، على الرغم من أن هذه الحالات انطوت بشكل عام على احتمالية حصول أطراف ثالثة على عدد قليل من المقاعد أو عدم الحصول على أي مقاعد بدلاً من تعرض أحد الحزبين الرئيسيين لتراجع هائل في عدد مقاعده. وحدث هذا الظرف السابق بشكل صارخ في الانتخابات العامة لسنة 1981، والتي حصل فيها حزب الائتمان الاجتماعي على 16.1% من الأصوات، ومع ذلك لم يحصل إلا على مقعدين في البرلمان الذي يتكون من 92 عضوًا.
وشهدت الانتخابات العامة لسنة 1935 هزيمة ساحقة لحزب كبير وأدت إلى إنشاء حزب رئيسي جديد. في انتخابات عام 1935، حصل حزب العمال على 46.1% من الأصوات مقابل حصول الائتلاف الموحد/الإصلاح على 32.9%، ولكنه فاز بـ 53 مقعدًا مقابل فوز الائتلاف الموحد/الإصلاح بـ 19 مقعدًا. وكنتيجة لهذه الانتخابات، اندمج حزبا الائتلاف ليشكلا الحزب الوطني، الذي لا يزال القوة الرئيسية في سياسة نيوزيلندا حاليًا.

## أماكن أخرى
- انتخابات مجلس الشيوخ في الفلبين سنة 1955: مع انتخاب مجلس الشيوخ الفلبيني المكون من 24 مقعدًا بنظام الاقتراع الكتلوي (8 اقتراعات للناخب) وفي ظل وجود الانتخابات المتداخلة، تم فقدان المقاعد السبعة للحزب الليبرالي عندما فشل مرشحوه في الفوز بالمرتبة الثامنة فما فوق على الرغم من حصولهم على 29 من الأصوات. وبعد الانتخابات، حصل الحزب القومي (Nacionalista Party) على 21 مقعدًا وحصل حزبان رئيسيان على 3 مقاعد مع وجود مقعد شاغر.
- في انتخابات البرلمان (State Great Khural) المنغولي، قلب الحزب الثوري الشعبي المنغولي الأغلبية الكبيرة للاتحاد الديمقراطي، حيث فاز بـ 72 مقعدًا من أصل 76 مقعدًا جرى التنافس عليها.